# Heterodermia microphylla
Heterodermia microphylla är en lavart som först beskrevs av Kurok., och fick sitt nu gällande namn av Skorepa. Heterodermia microphylla ingår i släktet Heterodermia och familjen Physciaceae.   Inga underarter finns listade i Catalogue of Life.